# رود چیبیتکا
رود چیبیتکا (به لاتین: Chibitka) یک رود در روسیه است که در جمهوری آلتای واقع شده‌است.